# Joe Yellow
Joe Yellow ist der Name eines Italo-Disco-Musikprojektes, bei dem Domenico Ricchini in der Öffentlichkeit als einziges Mitglied fungierte.

## Geschichte
Der Rock- und Discomusiker Domenico Ricchini (* 1958) begann im Jahre 1983 mit dem Produzententeam Roberto Turatti und Miki Chieregato zu arbeiten. Der Name des Musikprojekts war eine Idee von Chieregato während der Aufnahmen der ersten Single Lover to Lover in den Baby Studios in Mailand. Die Idee war, einen Namen zu finden, der englisch tönte aber eine Bedeutung hatte im italienischen. So einigten sie sich auf Joe Yellow, was auf Italienisch mit gioiello (Juwel) assoziiert werden kann.
1983 wurde Lover To Lover veröffentlicht und danach folgte Take My Heart. Der Sänger beider Lieder war Simon Luca. Unter dem Pseudonym Silvy Foster brachte Ricchini zur selben Zeit Hookey heraus. In diesem Jahr wurde Domenico Ricchini alias Joe Yellow von der Sendung Formel Eins als The Best Composer In Europe ausgezeichnet.
1985 begann er eine Zusammenarbeit mit Mauro Farina und Giuliano Crivellente. Im Folgenden übernahm Farina den überwiegenden Teil der Gesangsparts, so auch auf den Singles Recollection, Love At First (1985), I’m Your Lover (1988), Runner (1988), Wild Boy (1989), Last Call (1991) und U.S.A. (1992). Auf Synchronization Of Love (1989) sang dagegen Domenico Ricchini. 1986 war er der Italiener mit der höchsten Chartplatzierung in Deutschland. 1988 wurden mit der erfolgreichen Single I’m Your Lover auch ein gleichnamiges Album herausgebracht. Domenico Ricchini produzierte daneben auch Baby Blue und Hot Stuff Fever für Divina und veröffentlichte unter dem Namen Joe Garrasco und Garrasco’s.
Die Italo-Disco-Welle fand auch in Italien nicht überall Anklang. So wurden Joe Yellow und Den Harrow in einem Klub in den Bergen vom Publikum als culattoni (Schimpfwort für Homosexuelle) beschimpft und bedroht, worauf sie ihren nackten Hintern zeigten, was einigen Aufruhr verursachte.
Mit dem Abklingen der Italo-Disco-Welle war auch der Erfolg Joe Yellows vorbei.
2021 veröffentlichte Domenico Ricchini nach langer Pause eine neue Joe Yellow Single im typischen Italo-Disco Sound. Für „Flash In The Night“ wurde ein älteres Demo als Basis benutzt und der Song dann mit Hilfe von Dr. Mateo von der Gruppe Italove fertiggestellt.

## Veröffentlichungen
Singles
- Lover To Lover (1983) Hole Records
- Take My Heart (1984) Discomagic
- Recollection (1985) FTD Records
- Love At First (1985) Power
- I’m Your Lover (1985–86)
- Easy Lovers (1988) Discomagic
- Runner (1988) Discomagic
- Wild Boy (1989) Discomagic
- Synchronization Of Love (1989) Discomagic
- Last Call (1991) High Energy
- U.S.A. (1992) Eurobeat
- Flash In The Night (2021) Time Machine Productions

Alben
- I’m Your Lover (1988) Discomagic